# Engelberto II de la Marca

Stemma della Casata di Arenberg

Engelberto II di Mark in tedesco: Engelbert II. von der Mark (1275 circa – 18 luglio 1328) fu Signore consorte d'Arenberg, dal 1299 e conte di Mark, dal 1308 alla sua morte.

## Origine
Secondo la Chronica Comitum de Marka, Engelberto, era il figlio primogenito del conte di Mark, Eberardo I e della prima moglie, Ermengarda di Berg, figlia del conte di Berg, Adolfo IV e della moglie, Margherita di Hochstaden, la nipote di Corrado di Hochstaden.

Secondo la Chronica Comitum de Marka, Eberardo I, conte di Mark, era il figlio primogenito del conte della contea di Mark, Engelberto I e della prima moglie, Cunegonda, di cui non si conoscono gli ascendenti (forse discendente dal Conte di Blieskastel), Enrico e di Agnese di Sayn.

## Biografia
Nel 1298, dopo la morte della prima moglie, Ermengarda di Berg, secondo il documento n° 988 del Urkundenbuch für die Geschichte des Niederrheins, Volume 2, datato 20 maggio, suo padre, Eberardo e tutti i figli da lei avuti (Everhardus comes de Marka, Engelbertus miles eius primogenitus, Adolfus, Cunradus, Margareta, Yrmengardis, Katerina, Kunegundis, liberi et heredes eiusdem comitis), fecero formale rinuncia ad ogni diritto sulla contea di Berg.
Nel 1299, Engelberto aveva sposato la Signora d'Arenberg, Matilde, divenendo, per diritto di matrimonio, signore di Arbergh, titolo con cui viene citato (Engelbertus noster primogenitus dominus in Arbergh) nel documento n° 1681 del Westfälisches Urkundenburch Band VII, datato 28 dicembre 1300.
Secondo la Chronica Comitum de Marka, suo padre, Eberardo I, morì il 4 luglio 1308, e fu sepolto nel monastero di Fröndenberg; a Eberardo succedette Engelberto, il figlio primogenito, come Engelberto II.
Nel 1312, Engelberto assieme alla moglie, Matilde (Engilbertus comes et Methildis comitissa de Marka coniuges), fece una donazione in suffragio dei propri genitori, Eberardo ed Emengarda (domini Euerardi et domine Irmengardis de Marka comitisse coniugem bone memorie parentum nostrorum), come da documento n° 119 del Urkundenbuch für die Geschichte des Niederrheins, Volume 3, datato 19 ottobre.
Secondo Allgemeine Deutsche Biographie, Engelberto perseguì la politica di suo padre e seppe mantenere la posizione di potere, scontrandosi con l'l'arcivescovo di Colonia Heinrich von Virneburg (1306-1332) e il suo fedele alleato, il vescovo di Münster, Ludovico d'Assia, che catturato del conte nel 1323, fu liberato solo dopo aver pagato un notevole riscatto.

Engelberto II allargò i domini del Casato di Arenberg ottenendo la città di Bochum e il Castello di Blankenstein nel 1321.
In connessione con i disordini, sorti in seguito alla doppia elezione durante la disputa sul trono tra Federico I d'Asburgo e Ludovico il Bavaro, Engelberto si alleò temporaneamente con l'arcivescovo di Colonia, entrambi sostenitori di Federico; ma quando, poco tempo dopo, però, il conte si schierò con Ludovico che, nel 1322, ebbe la meglio sul rivale, l'arcivescovo, nel 1325, dovette chiedere una tregua.
Engelberto II morì il 18  luglio 1328, e fu sepolto nel monastero di Fröndenberg; a Engelberto, nella Contea di Mark, succedette Adolfo, il figlio primogenito, come Adolfo II, mentre nella Signoria d'Arenberg gli succedette il figlio terzogenito, Eberardo, come Eberardo I.

## Matrimonio e discendenza
Secondo le Europäische Stammtafeln XVIII, 16 (non consultate), Engelberto aveva sposato Meteke di Wesemaele, di cui non si conoscono gli ascendenti; nessun documento cita questa eventuale moglie.
Il 25 gennaio 1299 Engelberto II aveva sposato a Hammerschmiede presso Aalen, la Signora d'Arenberg, Matilde d'Arenberg († 18 marzo 1328), che secondo la Genealogia Comitum de Marka era figlia di Giovanni d'Arenberg e di Caterina di Jülich, sorella di Gerardo VI di Jülich; secondo la nota 1 del documento n° 757 del Urkundenbuch für die Geschichte des Niederrheins, Volume 2, datato 1281, Giovanni d'Arenberg era figlio del signore d'Arenberg, Gerardo burgravio di Colonia e di Matilde di Holte (Methildis nobilis matrona domina de Holthe, relicta quondam nobilis viri domini Gerardi Burgravii Coloniensis domini de Areberg); il matrimonio viene confermato anche dal documento n° 1033 del Urkundenbuch für die Geschichte des Niederrheins, Volume 2, datato 1299, in cui vengono citati Eberardo I, Engelberto, Matilde, signora d'Arenberg e la di lei nonna, Matilde di Holte (Everhardus comes de Marka et Engelbertus eius filius ac Methildis uxor d. Engelberti domina de Arberg, necnon Methildis domina de Holte, avia dicte Methildis d. de Arberg); Matilde, infine viene citata col marito (Engilbertus comes et Methildis comitissa de Marka coniuges), nel n° 119 del Urkundenbuch für die Geschichte des Niederrheins, Volume 3, datato 19 ottobre 1312.

Engelberto da Matilde ebbe otto figli:
- Adolfo (1300 circa - 1348), conte di Mark[12];
- Engelberto (1304 – 1368), arcivescovo di Colonia[19];
- Eberardo (1305 circa - 1387), Signore d'Arenberg[11];
- Matilde († 1327 circa),
- Ermengarda († 1360), che sposò Ottone di Lippe, come da documento n° 431 del Urkundenbuch für die Geschichte des Niederrheins, Volume 3, datato 1346[20].
- Caterina († 1360) badessa nel monastero di Essen,
- Margherita († 1365 circa),
- Riccarda († 1384 circa), che secondo le Europäische Stammtafeln XVIII, 16 (non consultate), aveva sposato Giovanni di Blankenheim[13].

## Ascendenza
|                             |                       |                           | Genitori             |  |  | Nonni |  |  | Bisnonni                |  |  | Trisnonni            |  |
|                             |                       |                           |                      |  |  |       |  |  | Adolfo I, conte di Mark |  |  | Federico I di Altena |  |
|                             |                       |                           |                      |  |  |       |  |  | Adolfo I, conte di Mark |  |  | Federico I di Altena |  |
|                             |                       | Alveradis di Krieckenbeck |                      |  |  |       |  |  | Adolfo I, conte di Mark |  |  |                      |  |
| Engelberto I, conte di Mark |                       |                           |                      |  |  |       |  |  | Adolfo I, conte di Mark |  |  |                      |  |
|                             |                       | Ermengarda di Gheldria    | Ottone I di Gheldria |  |  |       |  |  |                         |  |  |                      |  |
|                             |                       | Ermengarda di Gheldria    | Ottone I di Gheldria |  |  |       |  |  |                         |  |  |                      |  |
|                             |                       | Ermengarda di Gheldria    | Riccarda di Baviera  |  |  |       |  |  |                         |  |  |                      |  |
| Eberardo I, conte di Mark   |                       | Ermengarda di Gheldria    |                      |  |  |       |  |  |                         |  |  |                      |  |
|                             |                       | …                         | …                    |  |  |       |  |  |                         |  |  |                      |  |
|                             |                       | …                         | …                    |  |  |       |  |  |                         |  |  |                      |  |
|                             |                       | …                         | …                    |  |  |       |  |  |                         |  |  |                      |  |
| Cunegonda di Blieskastel    |                       | …                         |                      |  |  |       |  |  |                         |  |  |                      |  |
|                             |                       | …                         | …                    |  |  |       |  |  |                         |  |  |                      |  |
|                             |                       | …                         | …                    |  |  |       |  |  |                         |  |  |                      |  |
|                             |                       | …                         | …                    |  |  |       |  |  |                         |  |  |                      |  |
| Engelberto II di Mark       |                       | …                         |                      |  |  |       |  |  |                         |  |  |                      |  |
|                             | Enrico IV di Limburgo | Valerano III di Limburgo  |                      |  |  |       |  |  |                         |  |  |                      |  |
|                             | Enrico IV di Limburgo | Valerano III di Limburgo  |                      |  |  |       |  |  |                         |  |  |                      |  |
|                             | Enrico IV di Limburgo | Cunegonda di Lorena       |                      |  |  |       |  |  |                         |  |  |                      |  |
| Adolfo IV di Berg           | Enrico IV di Limburgo |                           |                      |  |  |       |  |  |                         |  |  |                      |  |
|                             |                       | Ermengarda di Berg        | Adolfo III di Berg   |  |  |       |  |  |                         |  |  |                      |  |
|                             |                       | Ermengarda di Berg        | Adolfo III di Berg   |  |  |       |  |  |                         |  |  |                      |  |
|                             |                       | Ermengarda di Berg        | Berta di Sayn        |  |  |       |  |  |                         |  |  |                      |  |
| Ermengarda di Berg          |                       | Ermengarda di Berg        |                      |  |  |       |  |  |                         |  |  |                      |  |
|                             |                       | Lotario I di Hochstaden   | …                    |  |  |       |  |  |                         |  |  |                      |  |
|                             |                       | Lotario I di Hochstaden   | …                    |  |  |       |  |  |                         |  |  |                      |  |
|                             |                       | Lotario I di Hochstaden   | …                    |  |  |       |  |  |                         |  |  |                      |  |
| Margherita di Hochstaden    |                       | Lotario I di Hochstaden   |                      |  |  |       |  |  |                         |  |  |                      |  |
|                             |                       | Matilde di Vianden        | …                    |  |  |       |  |  |                         |  |  |                      |  |
|                             |                       | Matilde di Vianden        | …                    |  |  |       |  |  |                         |  |  |                      |  |
|                             |                       | Matilde di Vianden        | …                    |  |  |       |  |  |                         |  |  |                      |  |
|                             |                       | Matilde di Vianden        |                      |  |  |       |  |  |                         |  |  |                      |  |

### Fonti primarie
- (LA)  Urkundenbuch für die Geschichte des Niederrheins, Volume 2.
- (LA)  Monumenta Germaniae Historica, tomus XXIII.
- (LA)  Westfälisches Urkunden-Buch, band VII.
- (LA)  Monumenta Germaniae Historica, Scriptores rerum Germanicarum, Nova series, tomus VI.
- (LA)  Urkundenbuch für die Geschichte des Niederrheins, Volume 3.

### Letteratura storiografica
- (DE)  Engelbert II. (Graf von der Mark), da Allgemeine Deutsche Biographie
- (LA)  (DE)  Levold's von Northof Chronik der Grafen von der Mark und der Erzbischöfe.